# Nice Judo
 (juillet 2011).
Si vous disposez d'ouvrages ou d'articles de référence ou si vous connaissez des sites web de qualité traitant du thème abordé ici, merci de compléter l'article en donnant les références utiles à sa vérifiabilité et en les liant à la section « Notes et références ».
Nice Judo est un club de judo fondé en 1986 et dirigé par Michel Carrière, qui forme et mène au plus haut niveau de jeunes judokas. 

## Présentation
Il est reconnu depuis plusieurs années comme un grand club de formation des talents à l'échelle nationale. À ce titre, l'équipe seniors évolue depuis 2008 en première division, championnat dans lequel elle s'est classée troisième en 2010-2011 et en 2011-2012, et les équipes juniors (huit médailles nationales dont deux titres en huit ans) et cadets (trois fois championne de France) brillent au niveau national FFJDA. Malgré les résultats, le club manque d'argent pour réaliser ses ambitions. 
Au niveau individuel, chaque année voit plusieurs médailles aux championnats de France FFJDA et UNSS cadets (sept champions de France en 10 ans), FFJDA juniors (3 champions de France en 4 ans) et seniors. Un exemple parmi les élèves du club ayant atteint le plus haut niveau est Florent Urani, médaillé aux championnats d'europe et du monde juniors en 2009 et membre de l'équipe de France seniors.